# 2008 au Tchad
Cet article présente les faits marquants de l'année 2008 au Tchad.

## Évènements
- Vendredi 1er février : près de la capitale N'Djamena, des forces rebelles, soutenues et armées par le Soudan, affrontent l'armée tchadienne.
- Samedi 2 février : les forces rebelles pénètrent dans la capitale N'Djamena. Les militaires français du dispositif « Épervier » regroupent les mille trois cents français et tous les ressortissants étrangers.
- Dimanche 3 février : l'armée tchadienne, fidèle au Président Idriss Déby, commence sa contre-attaque et repousse en deux jours les forces rebelles hors de la capitale N'Djamena.
- Mardi 5 février : cessez-le-feu dans la capitale N'Djamena. Sur proposition de la France, le Conseil de sécurité vote à l'unanimité une déclaration appelant au soutien du « gouvernement légal » tchadien.
- Samedi 9 février : une colonne de 150 à 200 véhicules de la coalition de rebelles soutenus par le Soudan et suivie par l'armée tchadienne, ont quitté la ville de Mongo à 400 km à l'est de la capitale pour se diriger vers le sud.
- Vendredi 15 février : le gouvernement tchadien prend un décret établissant l'état d'urgence.
- Mercredi 27 février : en route vers l'Afrique du Sud, le Président Nicolas Sarkozy fait escale à N'Djamena pour s'entretenir avec le Président Idriss Déby et annonce la création d'une commission internationale sur la disparition des opposants.
- Samedi 1er mars : le député de l'opposition, Ngarlejy Yorongar, qui avait disparu mystérieusement depuis un mois, aurait réussi à donner un peu de ses nouvelles à sa famille. Il est le chef de la Fédération action pour la République en opposition radicale au président Idriss Déby.
- Lundi 3 mars : un militaire français de l'Eufor, meurt dans un accrochage avec des soldats de l'armée soudanaise, après que son véhicule tout-terrain s'est égaré de cinq kilomètres en territoire soudanais.
- Jeudi 6 mars : l'opposant Ngarlejy Yorongar qui avait disparu après l'attaque rebelle du 3 février est arrivé à Paris. Il affirme craindre que l'autre opposant Oumar Mahamat Saleh n'ait été tué par les hommes du service de sécurité du président Idriss Déby dans la prison où ils ont été battus et molestés à « coups de poing, coups de crosse, coups de pied ».
- Jeudi 13 mars : accord de non-agression entre le Tchad et le Soudan[1].
- Jeudi 20 mars :
  - Début officiel de la mission de l'EUFOR commandée par le général irlandais Pat Nash. Elle devrait compter à terme 3 700 hommes engagés sur le terrain et sécuriser les camps de réfugiés du Darfour disséminés le long de la frontière avec le Soudan. Les populations de ces camps et les tribus tchadiennes vivant dans la zone frontalière sont les premières victimes des milices islamistes soudanaises, janjawids, des règlements de comptes locaux et de personnages sans scrupules.
  - La journaliste Sonia Rolley, correspondante de l'Agence France-Presse et de Radio France internationale est expulsée du pays.
- Lundi 31 mars : le président Idriss Déby gracie Éric Breteau ce qui lui permet d'être libéré immédiatement de la prison de Fresnes.
- Jeudi 1er mai : Pascal Marlinge (49 ans), un Français travaillant pour l'association humanitaire britannique « Save the Children », a été tué lors de l'attaque d'un convoi près de la localité de Farchana. Il était marié et père d'une adolescente.
- Mardi 13 mai : Le chef rebelle Abderaman Koulamallah demande à la France d'être « médiatrice » et de favoriser une « solution globale » à la crise que traverse le pays.
- Mercredi 11 juin : la guérilla annonce le lancement d'une nouvelle offensive dans l'est du pays contre le « régime décadent » du président Idriss Déby.
- Samedi 14 juin : une colonne d'une centaine de véhicules de l'Alliance nationale, l'opposition armée tchadienne, s'attaque aux camps de réfugiés de Djabal à proximité de Goz Beïda. Les troupes irlandaises de l'Eufor, prises sous des tirs de roquettes, ont riposté, les rebelles se sont repliés vers la cite d'Am Dam à 110 km plus à l'ouest. Les immenses camps de Djabal accueillent 116 000 réfugiés et déplacés de 17 nationalités, mais sont placés sur le lieu de passage obligé de toute offensive vers la capitale. l'armée tchadienne a pris position avec ses pick-up équipés de mitrailleuses lourdes et de lance-roquettes.
- Lundi 16 juin : l'armée tchadienne a affronté une colonne de rebelles dans de violents combats près de Biltine à 100 km d'Abéché, la capitale de l'est.
- Mardi 17 juin : le Tchad accuse le Soudan d'avoir attaqué Adé, une bourgade frontalière contrôlant le passage entre les deux pays. Les rebelles occupent Am Zoer une localité au nord-est d'Abéché après celle de Goz Beïda.
- Mercredi 18 juin : l'armée tchadienne annonce avoir repris Am Zoer, la colonne rebelle est « totalement détruite » et 160 insurgés auraient été tués.
- Jeudi 27 novembre 2008 : dans le cadre de l'affaire de l'assassinat du fils du président Idriss Déby Itno, cinq suspects sont arrêtés dont un en Roumanie et les autres à Paris. Selon l'avocat de la famille, « la thèse de l'assassinat politique serait exclue par les enquêteurs qui privilégient la thèse du crime crapuleux ».